# Leptotarsus (Leptotarsus) coolgardiensis
Leptotarsus (Leptotarsus) coolgardiensis is een tweevleugelige uit de familie langpootmuggen (Tipulidae). De soort komt voor in het Australaziatisch gebied.